# Sängerehrenmal Melkendorf

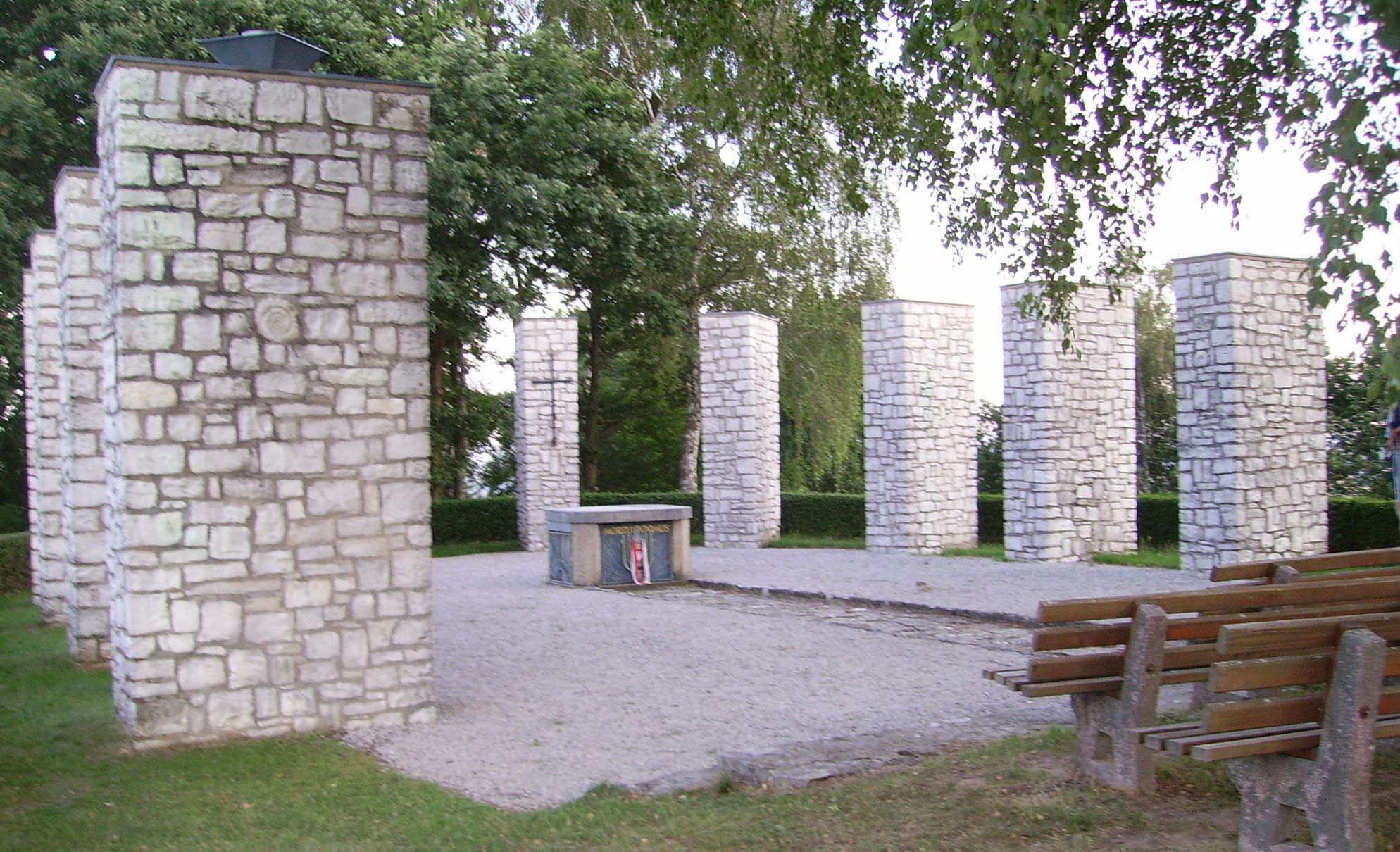
Sängerehrenmal

Das Sängerehrenmal ist ein Ehrenmal des Fränkischen Sängerbundes bei der oberfränkischen Ortschaft Melkendorf (Landkreis Bamberg).

## Lage

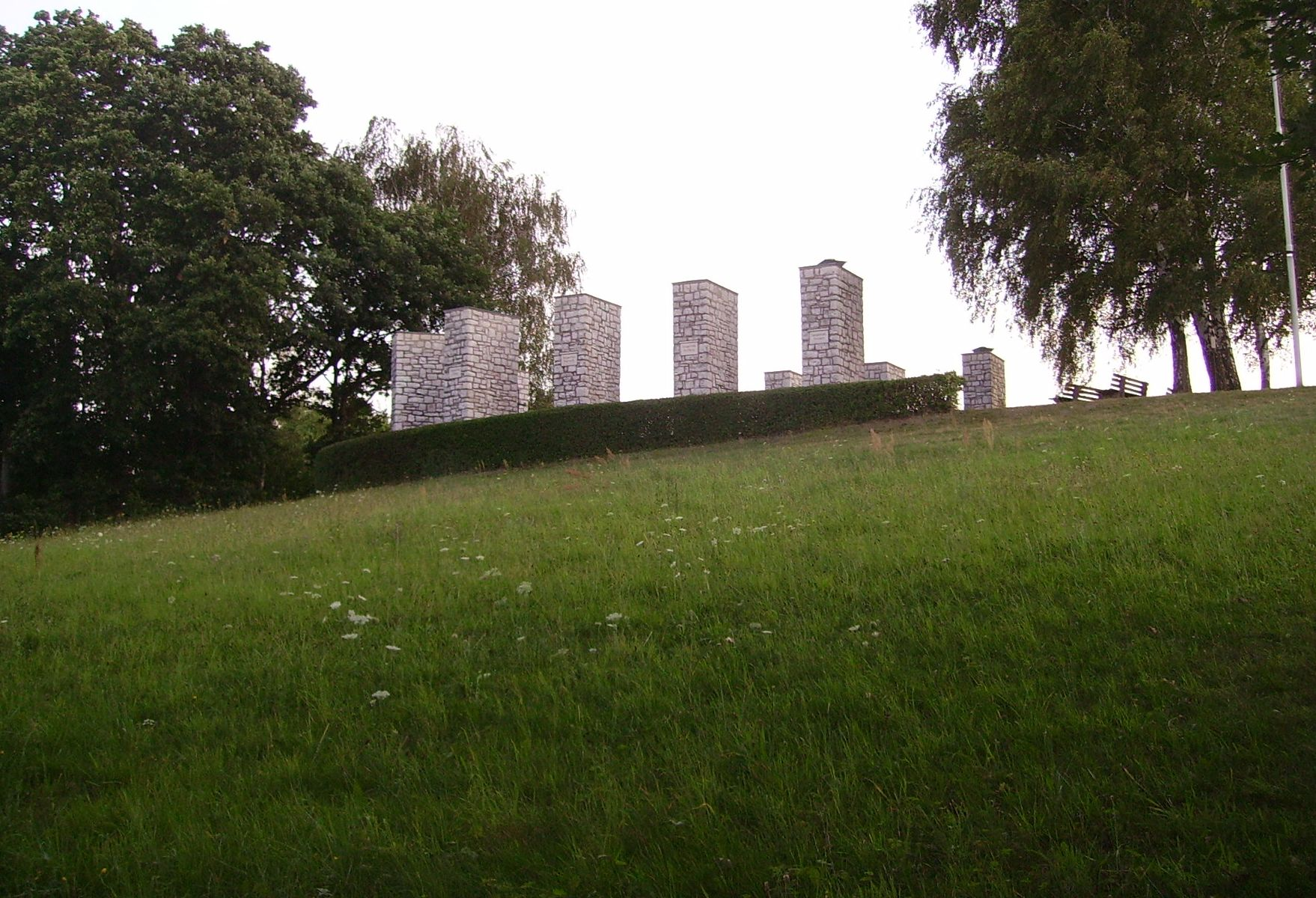
Lage

Das Sängerehrenmal liegt auf dem waldigen Hahnberg und bietet einen weiten Ausblick über das Ellertal, die Gemeinde Litzendorf und die Stadt Bamberg.

## Anlage

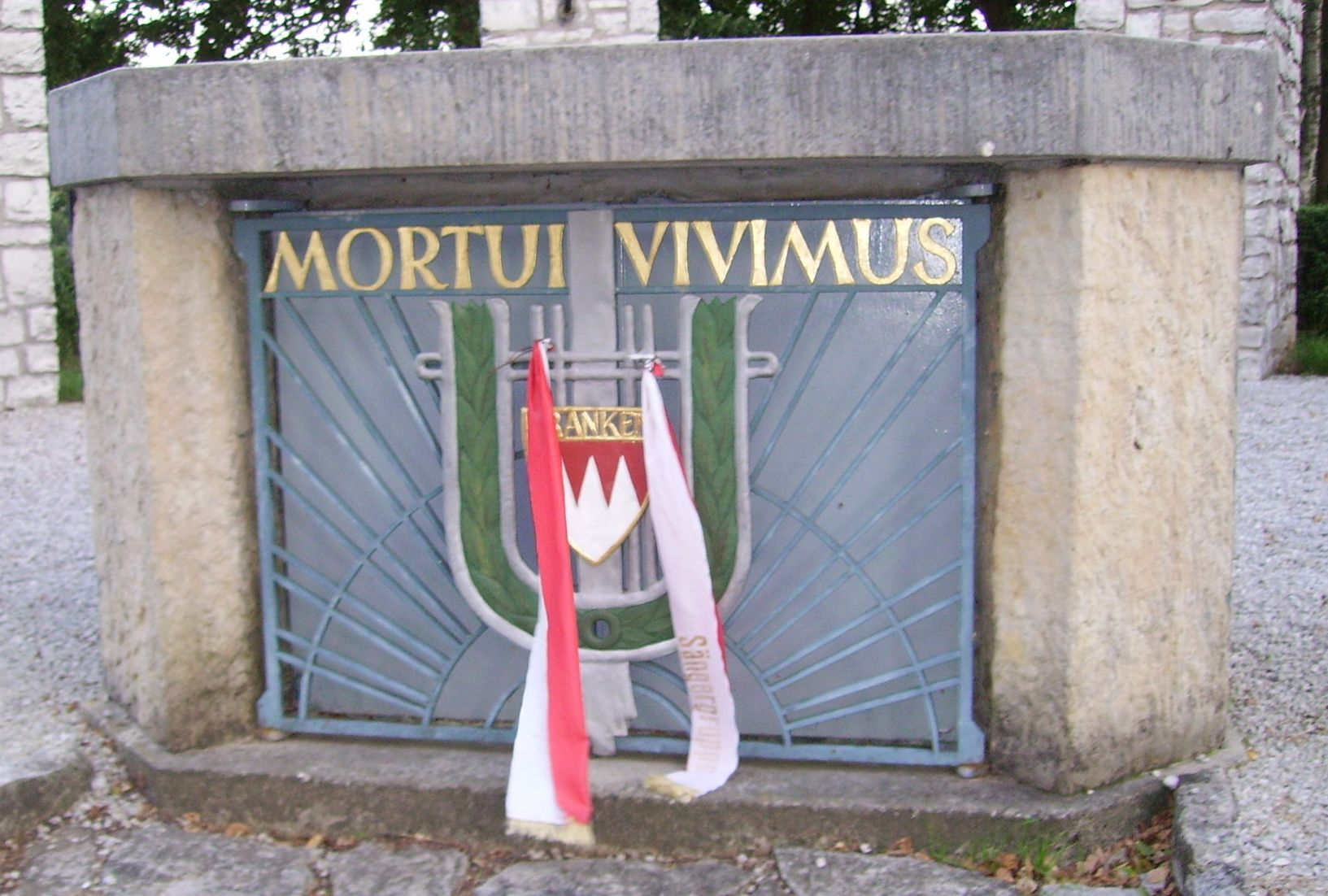
Inschrift

Das Ehrenmal besteht aus zwölf Kalksandstein-Säulen und ist das einzige Sängerehrenmal Deutschlands. Die zwölf Säulen sind vier Meter hoch und auf einer Fläche von 20 mal 16 Meter um einen sarkophagähnlichen Altar gruppiert. Die zwölf Säulen symbolisieren die damaligen zwölf Sängerkreise des Fränkischen Sängerbundes. An den Außenseiten der Säulen sind die Namen der Sängerkreise angebracht.
Der Altar umschließt einen Stahlschrank, in dem drei Kupferkassetten verwahrt werden sollen. Darin sollte ein Buch aufbewahrt werden, in dem die Namen der Gefallenen verzeichnet sind.
Auf einer Tafel am Altar steht die folgende lateinische Inschrift:
„Mortui vivimus“
(Wir Tote leben.)

## Geschichte
Ursprünglich sollte auf dem Hohen Hahn – eine weit ins Tal vorstoßende Nase des Geisbergs – ein Wochenendhäuschen errichtet werden. Doch Franz Seuling, der damalige Chorleiter der „Liedertafel“ in Melkendorf, lehnte dies ab und schlug im Gegenzug – unter den Eindrücken des Zweiten Weltkrieges – an diesem Ort ein Ehrenmal für alle verstorbenen Sänger der beiden Weltkriege zu errichten. Walter Heinlein, ein junger Architekt, entwarf das Modell eines Rundtempels. Seuling öffnete das Rund und schuf so das Halbrund der zwölf Säulen, das nach Südosten zu offen, in seiner Mitte den Altar umkränzt. Im Altar werden zwölf Ehrenbücher aufbewahrt.

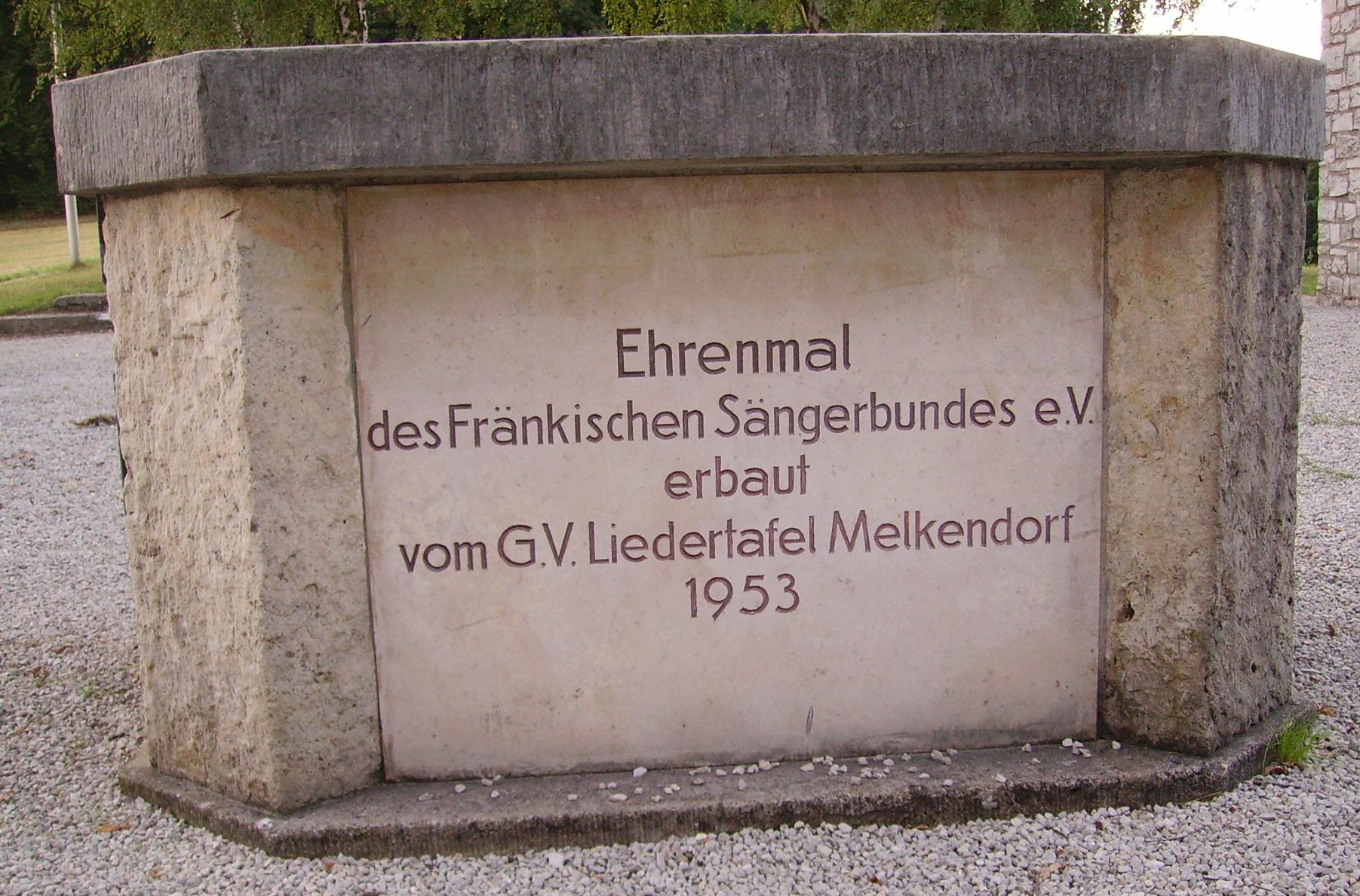
Gedenktafel am Altar

Mit den Arbeiten wurde am 15. November 1952 begonnen. 1953 bis 1954 wurden Steine gebrochen und zugehauen und dann mit Pferde- und Kuhgespannen auf den steilen Berg transportiert. Spender stellten das Gelände unentgeltlich zur Verfügung. Rund 7.000 DM wurden an Sach- und Geldspenden aufgebracht und selbst die Stromleitung zum Ehrenmal wurde umsonst gelegt. Am 8. März 1953 fand in Anwesenheit des Ersten Bundesvorsitzenden des Sängerbunds die feierliche Grundsteinlegung statt.
Nach etwa 6.000 geleisteten Arbeitsstunden konnte das Sängerehrenmal am 26. Juli 1954 eingeweiht werden.
Der Gesangverein Liedertafel Melkendorf verpflichtete sich, alljährlich einen Gedächtnisgottesdienst am Ehrenmal halten zu lassen.